# Erich Bielka
Erich Bielka (* 15. Mai 1908 in Wien; † 1. September 1992 in Bad Aussee) war ein österreichischer Diplomat, Völkerrechtsexperte, Widerstandskämpfer und Politiker.

## Herkunft

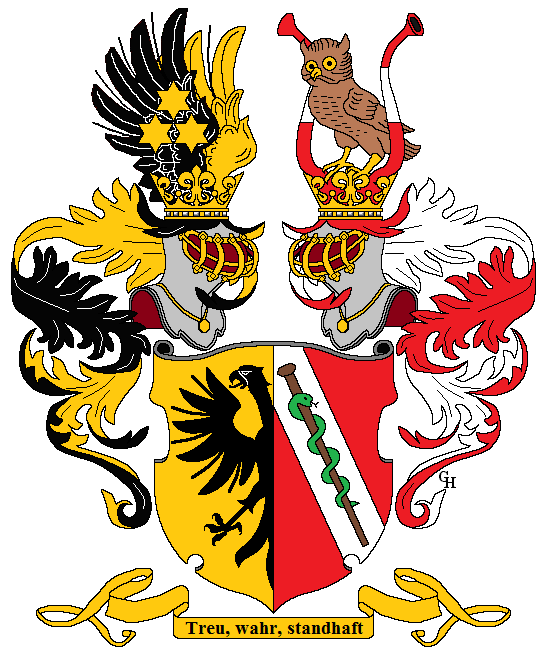
Wappen der Familie Bielka-Karltreu, 1878

Erich Bielka (bis zum Adelsaufhebungsgesetz 1919 amtlich Ritter Bielka von Karltreu, danach auch Bielka-Karltreu) war der Sohn von Arthur Ritter Bielka von Karltreu und Hedwig, geb. Freiin von Seiller. Er stammte aus der Familie des k.u.k. Hofarztes Dr. August Bielka (1828–1909), der als langjähriger Leibarzt des Erzherzogs Franz Karl (1802–1878) wirkte und 1878 mit dem Prädikat "von Karltreu" in den österreichischen Ritterstand erhoben wurde.

## Leben
Bielka war Absolvent der Konsularakademie, trat 1935 in den Diplomatischen Dienst und wurde 1938 unmittelbar nach dem Anschluss Österreichs an Hitler-Deutschland als Nazigegner inhaftiert (Prominententransport, Gestapohaft München, KZ Dachau und Buchenwald). Nach dem Kriegsende 1945 wirkte er maßgeblich am Aufbau des Außenamts der Zweiten Republik mit und war Botschafter in Ankara (1952–1958), Kairo, Bern (1967–1972) und Paris (Juni 1972–1974), sowie Leiter der Wirtschaftspolitischen Sektion, Politischer Direktor und als Generalsekretär für auswärtige Angelegenheiten der ranghöchste Beamte im Außenministerium.
Nachdem Außenminister Rudolf Kirchschläger zum Bundespräsidenten gewählt worden war, war Bielka von 1974 bis 1976 in der SPÖ-Regierung unter Bundeskanzler Bruno Kreisky parteiloser Außenminister. Im Rahmen der österreichischen „Nachbarschaftspolitik“ gegenüber den sozialistischen Staaten besuchte Bielka 1976 auch die DDR, ehe Kreisky 1978 als erster westlicher Regierungschef die Reise in die DDR antrat.
Bielka gründete 1988 zusammen mit dem ehemaligen Außenminister Erwin Lanc und Botschafter Hans Thalberg die Initiative Österreich und Europa mit dem Ziel, Alternativen zu einem EG-Beitrittsgesuch zu entwickeln. Er wies als Völkerrechtler Vergleiche zwischen der österreichischen und der irischen Neutralität zurück und verwahrte sich strikt gegen das von einigen seiner Nachfolger aufgestellte Postulat: „Die Neutralität interpretieren ausschließlich wir“. Die damaligen Erklärungen der Bundesregierung über eine Vereinbarkeit der immerwährenden Neutralität mit einem EG-Beitritt nannte er eine „verhängnisvolle Fehleinschätzung“, die ihn mit „tiefster Besorgnis“ erfülle. Er verfasste im Ruhestand verschiedene völkerrechtliche und zeitgeschichtliche Publikationen wie Die Ära Kreisky.
Verheiratet war er mit der aus Ungarn stammenden Schauspielerin Etelka Görög. Erich und Etelka Bielka sind am Grinzinger Friedhof (Gruppe 7, Reihe 6, Nummer 5) begraben.

## Auszeichnungen
- 1965: Großes Goldenes Ehrenzeichen für Verdienste um die Republik Österreich[4]
- 1974: Großes Silbernes Ehrenzeichen für Verdienste um die Republik Österreich[4]
- Großoffizier der Ehrenlegion
- Ehrenzeichen für Verdienste um die Befreiung Österreichs